# Lingulatus brevis
Espèce
Lingulatus brevis est une espèce d'araignées aranéomorphes de la famille des Phrurolithidae.

## Distribution
Cette espèce est endémique du Guangxi en Chine,. Elle se rencontre dans le district de Fangcheng.

## Description
Le mâle holotype mesure 3,08 mm et la femelle paratype 3,40 mm.

## Systématique et taxinomie
Cette espèce a été décrite par Mu et Zhang en 2022.

## Publication originale
- Mu & Zhang, 2022 : « Lingulatus gen. nov., a new genus with description of three new species and one new combination (Araneae: Phrurolithidae). » Zootaxa, no 5178(3), p. 265-277.